# Blaine Harden
Blaine Harden (nascido em 1952) é um jornalista e autor americano. Seu livro de 2012, Escape from Camp 14, é uma biografia oficial do desertor norte-coreano Shin Dong-hyuk.

## Jornalismo
Harden trabalhou por 28 anos no The Washington Post como correspondente na África, Europa Oriental e Ásia, além de Nova York e Seattle. Harden trabalhou por 4 anos como correspondente local e nacional do The New York Times e escritor da Times Magazine. Ele também trabalhou como repórter para Frontline, The Economist, Foreign Policy, National Geographic e The Guardian.

## Livros
O livro de estréia de Harden foi em 1990, chamadoAfrica: Dispatches from a Fragile Continent.
Seu segundo livro foi em 1996, intitulado A River Lost sobre o represamento do selvagem rio Columbia e suas conseqüências ecológicas. Harden e seu livro são apresentados no programa PBS American Experience, intitulado Grand Coulee Dam, sobre a Represa Grand Coulee.
Seu terceiro livro foi lançado em 2012, intitulado Escape from Camp 14. É uma biografia oficial do desertor norte-coreano Shin Dong-hyuk. Em janeiro de 2015, Harden anunciou que Shin havia admitido ter mentido sobre vários aspectos de sua história.
O quarto livro de Harden, The Great Leader and the Fighter Pilot, foi lançado em março de 2015. É uma biografia dupla de Kim Il-sung, o fundador da Coreia do Norte e No Kum-sok, um desertor que roubou um MiG-15 e o desembarcou na Coreia do Sul.
O quinto livro de Harden, King of Spies, foi lançado em outubro de 2017. É uma biografia do major da Força Aérea Donald Nichols, um oficial de inteligência que operou por 11 anos na Coreia antes, durante e após a Guerra da Coreia.

## Obras
- 1990 Africa: Dispatches from a Fragile Continent
- 1996 A River Lost: The Life and Death of the Columbia
- 2012 Escape from Camp 14: One Man's Remarkable Odyssey from North Korea to Freedom in the West
- 2015 The Great Leader and the Fighter Pilot: The True Story of the Tyrant Who Created North Korea and The Young Lieutenant Who Stole His Way to Freedom
- 2017 King of Spies: The Dark Reign of America's Spymaster in Korea

## Premios e honras
- 1985 Prêmio Livingston para Jovens Jornalistas em Relatórios Internacionais, por "Notes of a Famine Watcher" (série), Washington Post.[12]
- 1988 Prêmios dos editores da Sociedade Americana de Notícias por redação sem prazo (histórias sobre a África).[13]
- 1992 Prêmio Nacional de Jornalismo, Prêmio de Interesse Humano para Escrita Ernie Pyle, pela cobertura do cerco de Sarajevo durante a Guerra da Bósnia.[14]
- Grande Prêmio da Biografia Política em 2012, Escape From Camp 14[15]
- Prêmio Dayton de Paz Literária 2013, finalista, Escape From Camp 14[16]